# Kurt Mrkwicka
Kurt J. Mrkwicka (né le 16 juillet 1937 à Vienne) est un producteur de cinéma et plongeur autrichien.

## Biographie
Dans le cercle familial plus large de Kurt Mrkwicka, il y a un chauffagiste. Pour des raisons de succession, il suit une formation d’installateur en chauffage. En cours du soir, il va à l'école de commerce. Cependant, il fait sa première expérience professionnelle en tant que représentant des machines à coudre Singer. Il devient responsable régional de 8 magasins Singer. Au même moment, il est actif pour la Schwimm-Union Wien en tant que plongeur.
En 1958, il acheta sa première caméra, une Bolex de 8 mm, et laisse les maîtres-nageurs filmer ses sauts d'entraînement afin d'optimiser sa technique.
En 1962, il remporte à Leipzig, en RDA, une compétition opposant les champions d'Europe de l'Est et d'Europe de l'Ouest. Kurt Mrwicka est l’un des premiers plongeurs occidentaux à faire un nombre de 120 à 140 sauts d’entraînement chaque jour.
Le quatorze fois champion national autrichien prend part deux fois aux Jeux Olympiques: en 1960 à Rome et en 1964 à Tokyo, où il fait partie du cercle de favoris le plus proche, mais rate un saut obligatoire relativement simple et n'atteint pas la finale.
L'ambition sportive le conduit à d'autres sports. Avec sa première épouse, Mrkwicka est également actif en tant que danseur sportif. Huit fois, il remporta les championnats de Vienne.
Kurt Mrkwicka est membre du KDKÖ (club de cinéma amateur) depuis la fin des années 1950. De cette époque naît une étroite amitié avec le chimiste et cinéaste Alfred Vendl, qui dirigera de nombreux films documentaires produits par Mrkwicka.

## Carrière
Dans les années 1960, la production cinématographique est un commerce sous licence. La première société de production de Kurt Mrkwicka est limitée aux "films sur le sport et la culture". Il produit des documentaires et des publicités ainsi que des films de ski, plus tard comme caméraman pour des films sous-marins. Il suit sur tous les continents Stefan Kruckenhauser et Karl Koller. Ces films ont une orientation internationale et sont distribués par les agences de ressources éducatives américaines en copies 16 mm.
En 1971, Kurt Mrkwicka produit son premier film documentaire pour l'ORF, Pferde - eine dokumentarische Skizze, puis des films documentaires sur l'explorateur Wolfgang Hausner, Taboo I en Papouasie-Nouvelle-Guinée et Taboo III aux Philippines.
Au milieu des années 1970, il tourne la première série de films sportifs financés par une participation des spectateurs. Grâce à cette forme de financement alors inhabituelle, le magnat des médias basé à Munich, Leo Kirch, prend connaissance de lui. Mrkwicka fonde MR Film en 1980 en tant que propriétaire unique, puis de MR Film Group, et produit un grand nombre de grands projets et de séries télévisés fictifs. Le groupe Kirch est à cette époque un partenaire important.
En 2012, Kurt Mrwicka commence à transmettre les actions de ses sociétés à ses fils Kurt-Georg et Tim issus de son premier mariage et à ses fidèles compagnons (Andreas Kamm et Oliver Auspitz). À 80 ans, il démissionne de son poste de directeur général, mais reste membre du conseil consultatif et conserve des actions du groupe MR Film. En 2003, son ami de longue date, Jan Mojto, reprend la plus grande partie de l'empire Kirch, y compris la bibliothèque, et prend une participation majoritaire dans MR Film Group - comprenant MR Film, Talk TV et Teamwork.
De 1998 à 2000, il produit Die Strauß-Dynastie, à l’époque la plus grande et la plus élaborée série européenne (500 millions de schillings, environ 38 millions d’euros) et le premier film grand format européen IMAX The Majestic White Horses.
Kurt Mrkwicka est un producteur pendant 50 ans. Il produit plus de 800 œuvres, dont certains longs métrages, mais principalement des téléfilms et des séries télévisées.
En 1994, Mrkwicka loue l’ensemble des studios Rosenhügel, y compris les six salles de studios, pour 20 ans. Avec le soutien du gouvernement fédéral et de la ville de Vienne, il restaure le lieu et fonde le nouveau "Film City Vienna". Il développe et organise un parc d'activités lié à l'industrie, dans lequel plus de 30 entreprises s'établissent en très peu de temps. Lorsque le contrat de location avec l'ORF expire après 20 ans en 2014 et que les studios de Rosenhügel doivent être vendus, Kurt Mrkwicka se bat pour préserver le "Film City Vienna". Il participe à l'appel d'offres en 2014 pour acquérir le "Film City Vienna" avec des partenaires. À la dernière minute, son offre est rejetée par une surenchère par une entreprise de construction, qui construit un parc résidentiel. De l'ancien "Film City Vienna" de 3,6 hectares, seules les deux salles Studio classées 1 + 6 ont été conservées.

## Filmographie sélective

### Cinéma
- 1981 : The Mysterious Stranger
- 1985 : Schmutz
- 1993 : Verlassen Sie bitte Ihren Mann!
- 1997 : Models
- 1999 : Wanted
- 2003 : MA 2412 – Die Staatsdiener
- 2007 : Falco – Verdammt, wir leben noch!
- 2008 : La Bohème
- 2010 : 3faltig
- 2010 : Kottan ermittelt: Rien ne va plus
- 2017 : Anna Fucking Molnar

### Téléfilms
- 1983 : Der Waldbauernbub
- 1985 : Via Mala
- 1985 : Das Mal des Todes
- 1987 : Orages en mai
- 1987 : Einstweilen wird es Mittag
- 1988 : Der Mann im Salz
- 1994 : Katherina die Große
- 1995 : Schnellschuss
- 1996 : Der See
- 1997 : Qualtingers Wien
- 2001 : Zwölfeläuten
- 2003 : Jetzt erst recht
- 2005 : Une femme sans cœur
- 2005 : Prince Rodolphe : l'héritier de Sissi
- 2006 : Pas de vagues
- 2008 : Und ewig schweigen die Männer
- 2008 : Alerte maximale
- 2008 : Les Ailes du courage
- 2009 : Seine Mutter und ich
- 2009 : Une montagne d'amour
- 2010 : Alexandra : disparue
- 2010 : Poussières d'amour
- 2010 : Nur der Berg kennt die Wahrheit
- 2012 : Meine Tochter, ihr Freund und ich
- 2013 : Lost & Found
- 2013 : Clara Immerwahr
- 2014 : Am Ende des Sommers
- 2016 : Maximilian

### Séries télévisées
- 1982 : Waldheimat (26 épisodes)
- 1984-1985 : La Tante de Frankenstein (13 épisodes)
- 1989 : Die Strauß-Dynastie (6 épisodes)
- 1991 : Wolfgang (A. Mozart) (6 épisodes)
- 1992–1999 : Kaisermühlen-Blues (67 épisodes)
- 1997–2002 : Medicopter 117 (87 épisodes)
- 1998–2001 : MA 2412 (34 épisodes)
- 2001 : Dolce Vita & Co (20 épisodes)
- 2002-2008 : Trautmann (12 épisodes)
- 2004 : 11er Haus (10 épisodes)
- 2007–2018 : Schnell ermittelt (56 épisodes)
- 2010 : GipfelZipfer (10 épisodes)
- 2012 : Janus (7 épisodes)
- 2014 : Vorstadtweiber (40 épisodes)